# Зайончковская, Жанна Антоновна

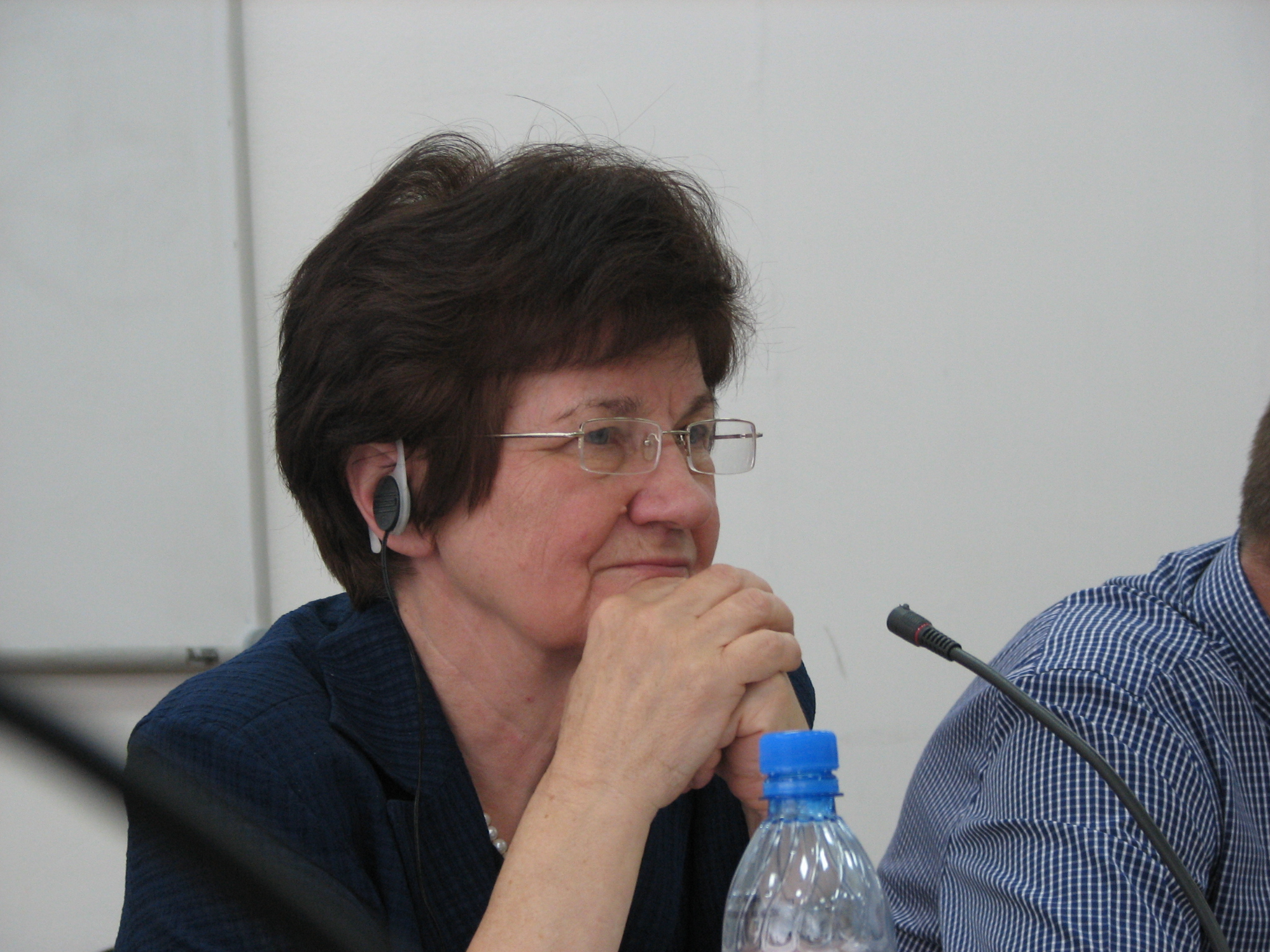
18 июня 2006 года в ИНП РАН

Жа́нна Анто́новна Зайончко́вская (28 мая 1939, Полтава — 28 ноября 2021, Москва) — советский и российский исследователь миграции, кандидат географических наук.

## Биография
Окончила географический факультет Московского государственного университета (1961). Во время учёбы познакомилась с демографом В. И. Переведенцевым (1931—2009), за которого вышла замуж в 1958 году.
С 1961 года начала работать в Институте экономики и организации промышленного производства Сибирского отделения АН СССР в Новосибирском Академгородке. В 1966 году окончила аспирантуру этого института и в 1968 году стала кандидатом географических наук, защитив в МГУ кандидатскую диссертацию на тему «Приживаемость новоселов в городах Сибири».
С 1968 по 1980 год работала в Совете по изучению производительных сил (СОПС) при Госплане СССР, где с 1974 года заведовала сектором населения и трудовых ресурсов. С 1980 по 1989 годы работала в должности ведущего научного сотрудника Института географии АН СССР. С 1989 года — заведующая лабораторией миграции Центра демографии и экологии человека, до 1991 года входившего в Институт социально-экономических проблем народонаселения Академии наук СССР и Госкомтруда СССР. В 1991—1993 годах работала в Институте проблем занятости Минтруда РФ и РАН, с 1993 по 2019 годы работала в Институте народнохозяйственного прогнозирования РАН, где с 2007 г. по 2018 г. была заведующей лаборатории Анализа и прогнозирования миграции, а с 2018 по 2019 годы была ведущим научным сотрудником лаборатории Прогнозирования качества окружающей среды и здоровья населения.
Помимо исследовательской работы в государственных академических структурах активно участвовала в проведении независимых исследований в области миграции и создала сети миграционных исследователей по всему СНГ. По её инициативе в 1996 году был создан Независимый исследовательский Совет по миграции стран СНГ и Балтии, осуществлявший миграционный мониторинг в сотрудничестве с международными и общественными организациями по всему пространству стран бывшего СССР. С 1998 по 2007 год была директором созданной ею Региональной общественной организации «Центр миграционных исследований», носившего до 2004 года название «Центр изучения проблем вынужденной миграции в СНГ». С 2008 года по 2021 год — директор по науке этого Центра. С 2008 года по 2021 год работала в должности старшего научного сотрудника в Институте демографии Высшей школы экономики.
Зайончковская стала одной из первых, начавших исследование внутренних миграций в СССР, находившихся в 1960-е годы под негласным запретом. Книга «Новоселы в городах» принесла известность в научных кругах, и её первые работы были посвящены слабо исследованной проблеме адаптации мигрантов в новых городах Сибири. Позже, в 1970-е годы в СОПСе, занималась долгосрочным прогнозированием рынка труда и миграции, как его компоненты во взаимосвязи с региональной экономикой и с тех пор является одним из наиболее авторитетных экспертов в этой области. В 1980-х, выступая в Институте географии АН СССР в роли руководителя исследований по эволюции расселения, активно изучает миграции в контексте урбанизации и трансформации систем расселения, проводя, в том числе и экспедиционные исследования. Ставшая актуальной после распада СССР тема внешних международных миграций в 1990-е, почти не исследовавшаяся в советское время, становится главной для Зайончковской. Её работы опять во многом становятся пионерскими, а в силу остроты миграционных проблем — востребованными и актуальными. Возглавляемые ею в это время Лаборатория анализа и прогнозирования миграции и Независимый исследовательский Совет по миграции стран СНГ и Балтии проводили серию исследований и выпускали по их итогам серию книг под редакцией Зайончковской. Организовывала международные конференции, семинары, круглые столы.
При анализе трансформации миграционных процессов в России и в постсоветских странах под воздействием рыночных и политических реформ, в сферу исследовательских интересов попадали вынужденные миграции в постсоветских странах, «утечка умов» из этих стран, трудовая иммиграция в Россию, китайская иммиграция. При этом продолжались исследования и по проблемам внутренней миграции — изучалась внутренняя мобильность населения России, разрабатывались прогнозы миграции по стране в целом и по отдельным федеральным округам.
В рамках международного сотрудничества провела несколько проектов по изучению проблем миграции на постсоветском пространстве. Принимала участие в создании Миграционной сети ЮНЕСКО по Центральной и Восточной Европе (CEENOM). Внесла вклад в сохранение и поддержание сложившихся в советское время связей между демографами и специалистами по миграции в Новых Независимых государствах.
Имела партнёрские контакты с Федеральной миграционной службой, Федеральным собранием, Государственной Думой, Общественной палатой. Была членом Коллегии Федеральной миграционной службы (1993—1997) и Коллегии Министерства по делам Федерации, национальной и миграционной политики (1999—2000), членом Правительственной комиссии по миграционной политике РФ (2002—2004) и Межведомственной комиссии при Правительстве Москвы по анализу демографической ситуации в городе (2005—2007). Была членом Общественного и Научного Советов Федеральной миграционной службы России (с 2007), членом Научного Совета по проблемам национальной политики Отделения общественных наук РАН (с 2005), членом Экспертного совета Комитета Совета Федерации по делам СНГ (с 2005) и Экспертного совета при Правительственной Комиссии по делам соотечественников за рубежом (с 2006). Была членом редколлегии журналов «Миграция XXI век» (с 2010) «Российская миграция» (с 2006), «Migracijske I etničke teme» (Хорватия, Загреб, с 2004). В 2002—2006 являлась членом редколлегии Демографического ежегодника России. Курировала миграционный блок в ежегоднике «Население России» с момента его появления в 1993 году. По её инициативе и при непосредственном участии в 1998 году вышла первая в России аннотированная библиография «Миграция населения в постсоветских государствах» (за 1992—1997 гг.), а в 2000 г. — библиографический указатель за 1992—1999 гг. В 2013 году под её редакцией вышел «Аннотированный библиографический указатель научной литературы по миграции, изданной в России 2000 −2011 гг.».
Автор 268 публикаций (в том числе 15 книг). Регулярно выступала с публичными лекциями, докладами на международных конференциях и семинарах, в силу своего высокого экспертного статуса принимала участие в правительственных мероприятиях, посвященных рассмотрению миграционных проблем, участвовала в пресс-конференциях ведущих российских СМИ и постоянно давала им интервью.

## Должности, звания, награды
- Медаль «За заслуги в проведении Всероссийской переписи населения» 2002 года
- Медаль «За заслуги в проведении Всероссийской переписи населения 2010 года»[21]

## Публикации
- Зайончковская Ж. А. Приживаемость новосёлов в городах и рабочих посёлках Красноярского края. ,Материалы совещания, посвященного задачам улучшения использования трудовых ресурсов СССР в свете решений XXII съезда КПСС. Под ред. Шишкина Н. И.. НИИ ТРУДА Госкомитета Совета министров СССР по вопросам труда и заработной платы. Научно-координационный совет по проблеме Трудовые ресурсы СССР. Рассылается по списку. М. 1963 с. 438—442
- Зайончковская Ж. А., Переведенцев В. И. Современная миграция населения Красноярского края. Новосибирск. Изд. СО АН СССР, 1964.
- Зайончковская Ж. А. Региональные условия и приживаемость новосёлов в Сибири. Вопросы трудовых ресурсов и уровня жизни населения восточных районов. Материалы к научной конференции по проблеме: «Региональные особенности организации промышленного производства и развития экономических районов». Выпуск № 7. Институт экономики и организации промышленного производства. Отделение экономических наук АН СССР. Изд. СО АН СССР, Новосибирск. 1966
- Зайончковская Ж. А. Образование и квалификация как факторы подвижности и адаптации новосёлов. Урбанизация и рабочий класс в условиях научно-технической революции. Отв. Ред .Яницкий О. АН СССР. Научный совет по комплексной проблеме "Рабочий класс и массовые общедемократические движения в капиталистических странах в условиях современной научно-технической революции. Институт рабочего движения. Издано Советским фондом мира. М. 1970.
- Зайончковская Ж. А., Захарина Д.М, Проблемы обеспечения Сибири рабочей силой. В кн. Проблемы развития восточных районов СССР Наука. М. 1971. с. 43-61
- Зайончковская Ж. А., Новоселы в городах. «Статистика». М.,1972.
- Зайончковская Ж. А. Тихонов В.А, Заработная плата как фактор движения рабочих кадров. Социальные проблемы миграции. Отв. ред. Рыбаковский. АН СССР. Институт социологических исследований. Советская социологическая ассоциация. М. 1976
- Зайончковская Ж. А., Степанчикова Г. К., Брылякова Л. И. , Ефимова Т. А., Полякова Т. В., Козлова И. М. Изменения в размещении и использовании трудовых ресурсов Территориальный аспект социально-экономического развития СССР в девятой пятилетке. Для служебного пользования. Под ред. Симхо Х. С. СОПС. М. 1977 с. 25-50
- Зайончковская Ж. А. Миграции населения как фактор размещения производства. Методологические проблемы социально-экономического развития регионов СССР. АН СССР. Госплан СССР. СОПС. Наука. М. 1979. с. 95-107
- География населения и размещение производства в школьном курсе экономической географии. под ред. Зайончковской Ж. А. Пособие для учителей. М. Просвещение 1979.
- Зайончковская Ж. А., Рыбаковский Л. Л., Татевосов Р. В. Задачи изучения миграции населения в связи с совершенствованием управления ею // Географические основы формирования народно-хозяйственных комплексов и систем расселения. Тезисы докладов. Секция I VII съезда Географического общества СССР. АН СССР. Ленинград 1980 с.94-96
- Зайончковская Ж. А., Миграционные процессы и повышение их эффективности гл. 9 Проблемы повышения эффективности использования рабочей силы в СССР. Наука. М. 1983.с. 205—227
- Зайончковская Ж. А.,Передвижение населения и распределение его по продолжительности проживания в населенных пунктах. Население СССР. Справочник. М. Политиздат. 1983 с. 36-53.
- Зайончковская Ж. А. Зачем и как прогнозировать миграцию Поиск ведут демографы / Сост. А. Г. Волков. — М.1985.- 111 с. -с. 88-96
- Зайончковская Ж. А. Демографическая ситуация и расселение. В кн. Динамика расселения в СССР. Серия Вопросы географии № 129. Мысль. 1986. С.52-61
- Зайончковская Ж. А. Влияние демографических факторов на региональные особенности расселения // География населения СССР в условиях научно-технической революции. Основные факторы и изменения населения. АН СССР. Институт Географии. М., Наука, 1988. с. 34-56
- Зайончковская Ж. А. Развитие систем расселения и экология человека. // Экология человека. Основные проблемы. М., Наука, 1988.
- Зайончковская Ж. А. Миграция и урбанизация в СССР в послеоктябрьский период // Население СССР за 70 лет. М., Наука, 1988. С.37-74.
- Зайончковская Ж. А. Обезлюдение гор в свете эволюционных процессов в расселении. // Проблемы горного хозяйства и расселения. М., ИГ АН СССР, 1988.
- Зайончковская Ж. А. Проблемы прогнозирования миграции населения. // Методология демографического прогноза. М., Наука, 1988.
- Зайончковская Ж., Канцебовская И., Цигельная И. Экономическая реформа и направления социальной политики в условиях Севера // Развитие природно-хозяйственных комплексов и проблемы народонаселения Крайнего Севера. Магадан, 1988.
- Зайончковская Ж. А. Миграционная ситуация в регионах России. Вып. 1: Приволжский федеральный округ. / Под ред. С. Артоболевского и Ж. Зайончковской. Сборник. Центр миграционных исследований, Институт географии РАН, ИНП РАН. М., 2004. 212 с.
- Зайончковская Ж. А. Миграционная ситуация в регионах России. Вып. 2: Приволжский федеральный округ. / Материалы регионального семинара 10-11 апреля 2003, Чебоксары. /Под общ. ред. Ж. Зайончковской. Сборник. Центр миграционных исследований, ИНП РАН, М., 2004. 201 с.
- Зайончковская Ж. А. Трудовая эмиграция российских ученых. // Проблемы прогнозирования N 4, 2004, МАИК «Наука/Интерпериодика». M. 2004: 98-108.
- Жанна Зайончковская, Юлия Флоринская. Незаконная миграция в российско-казахстанских приграничных районах. /Проблема незаконной миграции в России: реалии и поиск решений (по итогам социологич. обследования). /Междунар. орг. по миграции (МОМ), Бюро МОМ в России. — М.: Гендальф, 2004: 251—293.
- Жанна Зайончковская. Миграция вышла из тени. Интервью. //Отечественные записки. N 4(19), 2004: 41-52.
- Зайончковская Ж. А. Перспективы китайской миграции в Россию. /Международная Миграция и Региональное Развитие в Северо-Восточной Азии. // Изд-во Минерва Шово, Киото, Япония. Глав. Редактор Оцу С. 2005: 213—231 (япон.).
- Зайончковская Ж. А. Парламентские слушания. //Законодательство Российской Федерации по вопросам привлечения иностранной рабочей силы: состояние и пути совершенствования. / Федеральное Собрание Российской Федерации. М., 2005: 18-20.
- Ж. Зайончковская. Четвёртая волна: миграционный обмен России со странами дальнего зарубежья. // Россия и её регионы в XX веке: территория — расселение — миграции /Под ред. О. Глезер и П. Поляна. — М.: ОГИ, 2005. — с. 545—551. — (Нация и культура / Новые исследования: Социальная география).
- Г. Витковская, Ж. Зайончковская. «Китайское вторжение» в Сибирь и на Дальний Восток: миф о «желтой угрозе» и реальность. // Россия и её регионы в XX веке: территория — расселение — миграции /Под ред. О. Глезер и П. Поляна. — М.: ОГИ, 2005. — с. 552—572. — (Нация и культура /Новые исследования: Социальная география).
- Зайончковская Ж. А. Миграция. /Население России 2003—2004. Одиннадцатый-двенадцатый ежегодный демографический доклад / Под ред. А. Г. Вишневского. — М.: «Наука», 2006. — с. 306—348.
- Жанна Зайончковская. Перед лицом иммиграции. /Pro et Contra. N 3(30), 2005. — с. 72-87.
- Ж. А. Зайончковская. Иммиграция: альтернативы нет. /Нужны ли иммигранты российскому обществу? / Под ред. В. И. Мукомеля и Э. А. Паина. — М.: Фонд «Либеральная миссия», 2006. — с. 7-30.
- Жанна Зайончковская, Никита Мкртчян «Внутренняя миграция в России: правовая практика» серия «Миграционная ситуация в регионах России» Выпуск 4. Центр миграционных исследований, Институт народнохозяйственного прогнозирования РАН, 84 стр. Москва, 2007.
- «Методология и методы изучения миграционных процессов. Междисциплинарное учебное пособие» / Под редакцией Жанны Зайончковской Ирины Молодиковой, Владимира Мукомеля. Центр миграционных исследований при содействии Программы поддержки высшего образования Института Открытое Общество (HESP OSI) и Бюро ЮНЕСКО в Москве, 370 стр., Москва 2007.
- Ж. А. Зайончковская (в соавт.) (разд. 7.1. Демографические ресурсы). Российское экономическое чудо: сделаем сами. Прогноз развития экономики России до 2020 года. — М.: Деловая литература, 2007: 42-48.
- Zhanna Zayonchkovskaya. Russia’s Search for a New Migration Policy. /European View. Volume 5 — Spring 2007. Europe and Immigration. //Forum for European Studies. Brussels: 137—145.
- Ж. А. Зайончковская. Миграция. /Население России 2005. Тринадцатый ежегодный демографический доклад. /Отв. Ред. А. Г. Вишневский. — М., Изд. дом ГУ ВШЭ, 2007, с. 186—222.
- Ж. А. Зайончковская. Предотвращение и противодействие распространению рабства и торговли людьми в Российской Федерации. Итоговый доклад по исследовательской части проекта Европейского союза, реализуемого Бюро Международной организации по миграции (МОМ) в РФ «Предотвращение торговли людьми в Российской Федерации» /общ. науч. рук. Разд. 1, 4.1., 6), М., 2008, с. 5-8, 62-71, 92-136. (рус., англ.).
- Ж. А. Зайончковская, Н. Н. Ноздрина. Миграционный опыт населения региональных центров России (на примере социологического опроса в 10 городах). /Проблемы прогнозирования N 4, 2008, МАИК «Наука/Интерпериодика». M. 2008: 98-111.